# Latrodectus indistinctus
Espèce
Latrodectus indistinctus est une espèce d'araignées aranéomorphes de la famille des Theridiidae.

## Distribution

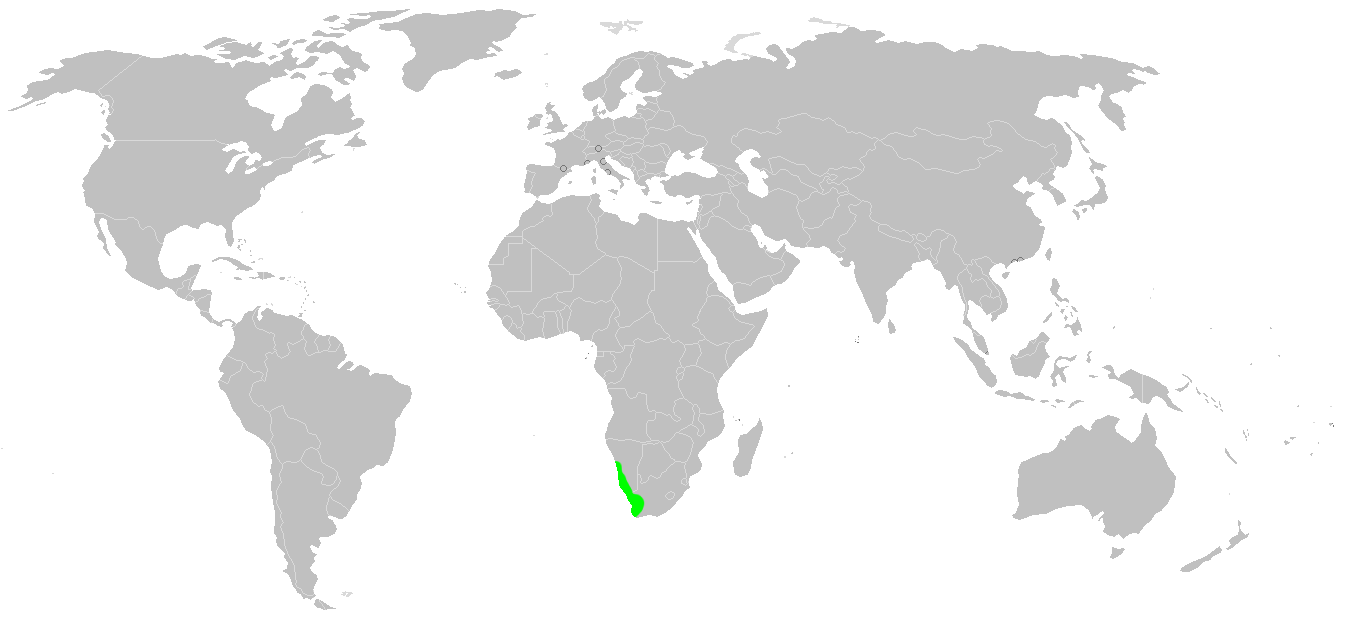
Distribution

Latrodectus indistinctus se rencontre en Namibie et en Afrique du Sud,, principalement sur la côte ouest jusqu'au Cap et au cap de Bonne-Espérance.
En Afrique du sud, elle voisine avec cinq autres espèces du genre Latrodectus : Latrodectus cinctus, Latrodectus karrooensis, Latrodectus renivulvatus, Latrodectus geometricus et Latrodectus rhodesiensis. Elle se trouve principalement dans la nature, mais on peut en trouver dans les zones bâties.

## Description
La femelle Latrodectus indistinctus est à peu près quatre fois plus grande que le mâle. Elle a généralement un corps noir, d'environ 13 mm de long, avec une petite tache rouge brillante sur la partie ventrale, à l'extrémité de l'abdomen. La taille de cette marque diminue à chaque mue, devenant finalement indistincte, d'où le nom de l'espèce. Le reste du céphalothorax est entièrement noir. L'abdomen, dont la partie antérodorsale est parfois parsemée de petites marques transverses jaune-pâle,, est arrondi et se termine par une pointe acérée, où se trouvent les filières. Les pattes sont minces, longues et segmentées. La première paire est la plus longue, atteignant 35 à 40 mcm, et la troisième la plus courte. L'araignée a huit yeux. Les mâles sont plus petits et ont une couleur brune.

## Éthologie
Le nom vulgaire de veuve noire, donné à Latrodectus indistinctus, vient du fait que, normalement, la femelle, après la fécondation, tue le mâle  et le mange. C'est une espèce nocturne. Cette araignée est très craintive. En cas d'alerte, elle se laisse glisser au sol le long d'un fil de sécurité et fait le mort. Elle ne mord que si elle est saisie ou manipulée.
Cette araignée vit dans l'herbe sèche et sous les pierres. Les femelles produisent des toiles en forme d'entonnoir, avec un abri à l'extrémité la plus étroite. Ces toiles sont placées près du sol, dans des buissons ou sous des débris. Elles placent de nombreux œufs dans un sac rond et lisse, de couleur blanc crème,, d'environ 1,0 cm de diamètre. Ces sacs sont, habituellement, produits durant les mois estivaux. Ils sont attachés par de la soie sur le côté de la toile. Ils contiennent une centaine d'araignées, qui éclosent au bout d'environ une semaine et sont dispersées par le vent.
Au cours de sa croissance, l'araignée subit de sept à neuf mues avant d'atteindre l'âge adulte. Elle vit entre douze et 18 mois

## Venin

### Le latrodectisme
Latrodectus indistinctus possède un venin très toxique, la latrotoxine, neurotoxique, qui provoque le latrodectisme. Une morsure provoque une sensation intense de brûlure. La douleur s'étend aux ganglions lymphatiques en un quart d'heure. Au bout d'une heure, la victime souffre de crampes et de douleurs musculaires intenses, rendant la marche difficile. Ensuite viennent de graves convulsions et des arrêts cardiaques. D'autres symptômes sont l'anxiété, la transpiration, une élévation de la pression artérielle, la fièvre, des nausées et des maux de tête. 
Chez la souris, la dose létale médiane (DL50) est 77 µg.kg-1 pour l'extrait cru de venin. Chaque araignée contient 115 µg de venin. Le principal constituant du venin est l'α-latrotoxine.
Seule la femelle est dangereuse pour l'être humain, car les glandes à venin du mâle sont de beaucoup plus petite taille que celles de la femelle et le mâle n'est pas capable de percer la peau humaine. En Afrique du sud, on enregistre de nombreuses morsures lorsque la moisson est faite à la main. Elles se raréfient avec la mécanisation de l'agriculture. Entre 1978 et 1988, quatre cas de morsure par Latrodectus indistinctus sont recensés, dans la zone Prétoria-Witwatersrand, et 30 cas, entre 1987 et 1992, par le Centre de consultation pharmacologique et toxicologique du Tygerberg. Moins de 5 % des cas non traités conduisent à un décès, généralement par défaillance respiratoire. Le risque est plus grand avec les enfants, à cause de leur faible volume sanguin, et avec les personnes âgées. En Afrique du sud, on n'a pas enregistré de décès par morsure de Latrodectus indistinctus au cours du dernier demi-siècle (2012).

### Traitement
En cas d'envenimation, le patient est hospitalisé et les fonctions vitales font l'objet d'une surveillance durant 24 heures. L'administration de sérum antivenimeux contre le venin de veuve noire est le seul traitement efficace, en cas de latrodectisme sévère. 10 mL sont administrés par voie intraveineuse. Une dose de suivi de 5 mL est parfois nécessaire après 4 à 6 heures.  Les patients répondent habituellement de façon spectaculaire, dans les 10 à 30 minutes. Le patient doit être gardé en observation pendant 6 à 12 heures au moins, après le traitement, pour éviter toute réaction allergique au sérum antivenimeux équin raffiné. Ces réactions allergiques sont peu courantes. Le seul agent efficace pour le soulagement des douleurs musculaires et les crampes est le gluconate de calcium à 10 %, injecté, en dose de 10 mL, par voie intraveineuse, mais dont l'effet ne dure que 15 à 30 minutes. Les morsures peuvent facilement s'infecter et il faut les surveiller. Le sérum antivenimeux est produit par l'Institut sud-africain des fabricants de vaccins, à Edenvale, et peut également être obtenu auprès de l'Institut sud-africain pour la recherche médicale (South African Institute for Medical Research), à Johannesbourg.

## Alimentation
Latrodectus indistinctus se nourrit d'insectes comme les coléoptères et les termites.

## Dénominations vernaculaires
Latrodectus indistinctus est appelée zwarte kogelspin, en néerlandais, Black Button spider, en anglais et knopie-spinekop, en afrikaans.

## Philatélie
Latrodectus indistinctus est représentée sur un timbre de 16 cents du Transkei, émis en 1987.

## Publication originale
- O. Pickard-Cambridge, 1904 : Descriptions of some new species and characters of three new genera, of Araneidea from South Africa. Annals of the South African Museum, vol. 3, p. 143-165 (texte intégral).